# Tapwave Zodiac
Zodiac — портативная игровая система фирмы Tapwave, выпущенная в октябре 2003 года.
Приставка была выпущена на базе операционной системы Palm OS, ориентировалась на рынок пользователей от 18 до 34 лет, и позволяла прослушивать музыку, просматривать изображения и фильмы, а также играть в игры.
Продажи консоли были очень маленькими. Приставка не могла выдержать конкуренции PlayStation Portable (PSP) от Sony, и DS от Nintendo. Продажи Zodiac прекратились 26 июля 2005 года.

## Технические характеристики
- CPU: Motorola i.MX1 ARM9 процессор (200 MГц)
- Память: Zodiac 1 имел 32 MБ. Zodiac 2 имел 128 MБ. Оба имели всего 10 MБ RAM
- Графика: ATI Imageon W4200 2D графический акселератор (8 MБ на SDRAM)
- Дисплей: разрешение 480 x 320 (VGA), 16-бит (65,536 цветов)
- Звук: громкоговоритель Yamaha, 3.5 мм наушники
- Интерфейсы: ИК-порт, Bluetooth, USB 2.0
- Размер и вес: 5.6" x 3.1" x 0.55" (142x79x14 мм), 180 грамм.

## Награды
Игровая приставка Zodiac получила множество наград:
- Popular Science — Best of What’s New 2003 Award в категории Gadgets[5]
- PC World — 2004 Next Gear Innovations Award[6]
- Consumer Electronic Show — 1-е место в конкурсе Last Gadget Standing[7]
- Handheld Computing — Most Innovative PDA[8][9]
- BusinessWeek — Best Products of 2003[10]
- International Design Excellence Award 2004 (бронзовая награда в номинации Computer Equipment)[11][12]
- Time — Best Gear 2003[13]